# Danny Kruger
Pour les articles homonymes, voir Kruger.
Daniel Kruger Rayne, né le 23 octobre 1974, est un homme politique britannique conservateur qui est député pour Devizes dans le Wiltshire de 2019 à 2024 et pour East Wiltshire depuis 2024.

## Jeunesse et carrière
Kruger est né à Westminster de parents sud-africains, de l'écrivain et promoteur immobilier Rayne Kruger (en) et de la restauratrice et présentatrice de télévision Prue Leith (en),. Il fait ses études au Collège d'Eton. Kruger étudie l'histoire à l'Université d'Édimbourg. Il obtient un doctorat en histoire de l'Université d'Oxford en 2000.
Après l'université, il devient directeur de la recherche du Think tank Centre for Policy Studies en 2001. Kruger travaille comme conseiller politique au sein de l'unité politique du Parti conservateur de 2003 à 2005. Pendant ce temps, il est crédité d'avoir contribué au discours du chef du Parti conservateur Iain Duncan Smith à la conférence du Parti conservateur de 2003. En 2005, Kruger est le principal rédacteur en chef du Daily Telegraph.
Kruger est choisi comme candidat conservateur pour Sedgefield aux élections générales de 2005, défiant le premier ministre Tony Blair dans sa circonscription. Cependant, il est contraint d'abandonner après que The Guardian l'ait cité en disant que le parti avait prévu "d'introduire une période de destruction créatrice dans les services publics". Kruger quitte son poste au Daily Telegraph pour devenir le rédacteur des discours du chef du Parti conservateur David Cameron en 2006. Il écrit le discours de 2006 de Cameron au centre de réflexion pour la justice sociale, qui est plus tard surnommé le discours de "hug-a-hoggie", et est noté comme un appel à recentrer le parti avec un conservatisme compatissant.
Il co-fonde l'organisation caritative de prévention du crime pour les jeunes basée à Londres Only Connect en 2006, et en 2008, quitte son poste de rédacteur en chef de Cameron pour travailler à plein temps pour cette organisation. En 2015, l'organisme de bienfaisance est absorbé par Catch22 mais continue à fonctionner de manière indépendante avec sa propre marque. Il fonde également l'association caritative West London Zone, qui vise à apporter un soutien aux jeunes à risque. Kruger est nommé MBE (Membre de l'ordre de l'Empire britannique) pour services à des organismes de bienfaisance lors des honneurs d'anniversaire de la reine 2017. La même année, il exprime son soutien à la légalisation du cannabis.
Kruger soutient le Brexit lors du référendum de 2016. Il est senior fellow au sein du groupe de réflexion pro-Brexit Legatum Institute, qu'il quitte en 2018 pour devenir conseiller au département du numérique, de la culture, des médias et du sport,. En août 2019, Kruger devient le secrétaire politique du Premier ministre Boris Johnson.

## Carrière parlementaire
Kruger est sélectionné comme candidat conservateur pour Devizes le 9 novembre 2019. La députée conservatrice sortante de la circonscription, Claire Perry, avait précédemment annoncé qu'elle se retirerait pour devenir présidente de la Conférence de Glasgow de 2021 sur les changements climatiques et passer plus de temps avec sa famille. Elle est plus tard renvoyée de ce poste par le premier ministre Boris Johnson le 31 janvier 2020 pour des raisons non précisées. Kruger est élu député de Devizes aux élections générales de 2019, avec une majorité de 23 993 voix (47,1%). Il prononce son premier discours le 29 janvier 2020, dans lequel il appelle au retour aux valeurs chrétiennes,.

## Vie privée
Kruger est marié à Emma, une ancienne enseignante. Ils sont tous deux cofondateurs de l'association Only Connect. C'est un chrétien évangélique.